# ستيوارت ديفيز
ستيوارت ديفيز (بالإنجليزية: Stewart Davies)‏ هو لاعب بولينغ أسترالي، ولد في 22 أبريل 1955.